# انتهازية

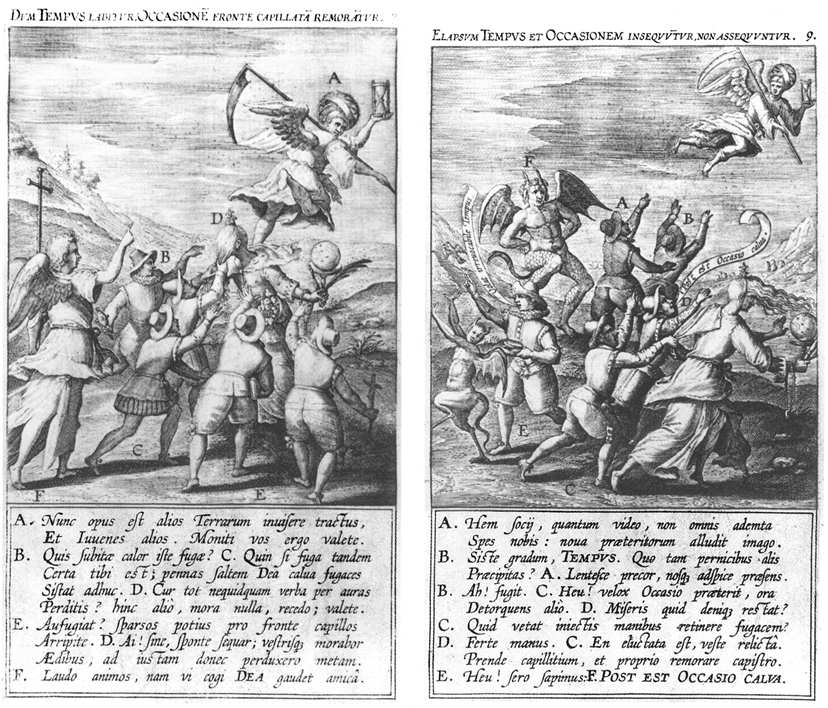
فرصة مقتنصة، فرصة ضائعة، نقش تيودور جالي، عام 1605

الانتهازية هي السياسة والممارسة الواعية للاستفادة الأنانية من الظروف -مع الاهتمام الضئيل بالمبادئ أو العواقب التي ستعود على الآخرين. وأفعال الشخص الانتهازي هي أفعال نفعية تحركها بشكل أساسي دوافع المصلحة الشخصية. وينطبق المصطلح على البشر والكائنات الحية والجماعات والمؤسسات والأساليب والسلوكيات والتوجهات.
وتمثل الانتهازية أو «السلوك الانتهازي» مفهومًا مهمًا في عدد من مجالات الدراسة، مثل الأحياء واقتصاديات كلفة العملية ونظرية الألعاب والأخلاقيات وعلم النفس وعلم الاجتماع والسياسة.

## التعريف
الانتهازية هي السياسة والممارسة الواعية للاستفادة الأنانية من الظروف. وبالرغم من أن انتهازية البشر كثيرًا ما تقترن بدلالة أخلاقية (احتقارية) سلبية (على عكس، مثلاً الانتهازية البيولوجية المستخدمة كوصف علمي محايد)، فيمكن تعريفها أيضًا بطريقة محايدة أكثر على أنها وضع المصلحة الشخصية قبل مصالح الآخرين عندما تسنح الفرصة لذلك، أو التكيف بمرونة مع الظروف المتغيرة لتعظيم المصلحة الشخصية (بالرغم من أنها تكون عادةً بطريقة تنكر بعض المبادئ التي كانت متبعة سابقًا). هذا بالإضافة إلى أنه يتم تعريف الانتهازية في بعض الأحيان على أنها القدرة على الاستفادة من أخطاء الآخرين: لاقتناص الفرص الناتجة عن أخطاء الخصوم أو نقاط ضعفهم أو تشتت أفكارهم والاستفادة منها في المصلحة الشخصية.
وبطريقة مربكة إلى حدٍ ما، يعيد رجال الأعمال تعريف الانتهازية في بعض الأحيان على أنها نظرية استكشاف الفرص والسعي وراءها. ويحث رجال الأعمال هؤلاء بغضهم لفكرة وجود أي خطأ في الاستفادة من الفرص المتاحة. ووفقًا لإعادة التعريف هذه، فإن «الانتهازية» هي تلطيف لمصطلح «ريادة الأعمال».
قد يتضمن تطبيق منهج واقعي أو عملي في التعامل مع إحدى المشكلات أشكالاً «بسيطة» من الانتهازية. وفي سبيل القيام بعمل فعال أو يسهم في حل المشكلة بنجاح، فإنه تتم التضحية بمبدأ متفق عليه سابقًا أو إهماله عن عمد - بمبرر أن الأفعال البديلة عمومًا يكون تأثيرها أسوأ.
وعند اختيار أو اقتناص الفرص، فمن المحتمل أن تحدث الانتهازية البشرية عندما:
- يستطيع الناس إحراز أكبر المكاسب لأنفسهم بأقل ثمن يمكن أن يدفعوه.
- تغيب السيطرة الداخلية والخارجية ذات الصلة على سلوكهم.
- يتم دفع الناس للاختيار والعمل.

غالبًا ما يشير الانتقاد الموجه للانتهازية إلى الموقف الذي تتعرض فيه المعتقدات والمبادئ لاختبار أو تحدٍ.
لا ينبغي الخلط بين الانتهازية البشرية و«اقتناص الفرص» كما هي أو «الاستفادة من الفرص عندما تظهر». ولكن تشير الانتهازية إلى طريقة معينة للتجاوب مع الفرص؛ حيث تتضمن عنصر المصلحة الشخصية إلى جانب التغاضي عن المبادئ (الأخلاقية) ذات الصلة، أو الأهداف المتفق عليها سابقًا أو المقصودة، أو المخاوف المشتركة لمجموعة معينة.